# Château de La Ferté-Saint-Aubin
Pour les articles homonymes, voir Château de la Ferté et La Ferté (homonymie).
Le château de La Ferté est un château français situé à La Ferté-Saint-Aubin, dans le département du Loiret, en région Centre-Val de Loire.
La demeure, tout entourée de douves, s’élève sur les bords de la rivière du Cosson. Le château et son parc sont partiellement classés et partiellement inscrits au titre des Monuments historiques par plusieurs arrêtés successifs, les 28 février 1944, 29 juillet 1961 et 7 mars 1995,.

## Géographie
Le château est situé à 22 km au sud d'Orléans, 14 km au nord de Lamotte-Beuvron et 38 km au nord-est du château de Chambord, en bordure de la route départementale 2020, à la sortie nord de la commune de La Ferté-Saint-Aubin, dans la région naturelle de Sologne.
Le site est desservi par la gare de La Ferté-Saint-Aubin de la ligne des Aubrais - Orléans à Montauban-Ville-Bourbon et la ligne 5 du réseau d'autocars Ulys.

## Historique
Au Moyen Âge, La Ferté-Nabert (alias La Ferté-St-Aubin) doit son nom à un seigneur Nabert (ou Norbert ? issu de la famille de Meung ?), puis tombe par mariage aux mains de la famille des Nids, Alix/Adélaïde de La Ferté épousant Raoul des Nids vers 1150, d'où leur fils Raoul des Nids le Jeune qui épouse Pétronille, enfante Hervé des Nids, et décède peut-être vers 1200,.
Il semble qu'il y ait ensuite un mariage avec un sire de La Ferté-Hubert, les deux seigneuries ayant alors le même seigneur (peut-être Edelinde, qu'on dit fille d'Hervé des Nids, convole-t-elle vers 1240 avec un sire Hubert de La Ferté-Hubert ?). En tout cas, l'héritière des deux seigneuries, Isabeau de La Ferté, les transmet vers 1269 à son mari Renaud de Lisle-en-Vendômois (sur le Loir), vicomte de Blois. Leur fils Jean de Lisle hérite, mais meurt après 1306 sans postérité ; la succession est disputée entre ses deux sœurs :  
- Alix de Lisle reçoit La Ferté-Nabert, Vouzon et Lamotte-Beuvron, Cléry, plus la vicomté de Blois avec Lisle, et marie vers 1310 Etienne IV de Graçay. Succède alors leur fils Guillaume de Graçay, père de Pierre — qui épouse en 1365 sans postérité Isabelle de Sancerre, remariée à Guichard Ier Dauphin de Jaligny — et de Renaud de Graçay, père lui-même d'autre Pierre de Graçay, mort en 1403, aussi sans postérité ;
- Isabeau de Lisle, femme de Jean Ier de Mornay (fils de Guillaume III de Mornay et frère aîné du chancelier Pierre), est gratifiée de La Ferté-Hubert plus Saint-Cyr[7], avec sans doute aussi des droits sur La Ferté-Nabert : 
  - leur fils Jean II de Mornay, fl. vers 1350, est dit seigneur des deux La Ferté[8],[9], et il épouse Isabeau/Jeanne de Melun.

Finalement, les Mornay, héritent du tout, la branche d'Alix étant épuisée, mais l'héritage se divise à nouveau : 
- le fils de Jean II et d'Isabeau/Jeanne de Melun, Pierre Ier de Mornay, sénéchal de Quercy, Périgord et Saintonge, garde La Ferté-Nabert (2e moitié du XIVe siècle) ; il est le frère aîné de Jean (III) de Mornay, le mari de Jeanne de St-Germain dite de Vendôme, et le père de : 
  - Pierre II Gauluet, mort en 1423, sénéchal de Carcassonne, 1er époux sans postérité légitime de sa cousine Robine de St-Brisson, dame de La Ferté-Hubert et fille de Jeanne de Mornay ci-après ; Pierre Gauluet est l'auteur d'une branche bâtarde de Mornay ;
- alors que la fille de Jean II, Jeanne de Mornay, sœur de Pierre Ier et de Jean de Traînel, tante de Pierre Gauluet, mariée 1° à Fromond de Toulongeon (d'où Jean, père de Tristan, père lui-même de Jean II, Antoine et André de Toulongeon) puis  2° à Jean III de St-Brisson du Chéray (d'où ladite Robine de St-Brisson), reçoit La Ferté-Hubert qui deviendra La Ferté-St-Aignan (voir à cet article la succession de ce fief) ;
  - le frère cadet de Pierre II Gauluet, Bouchard de Mornay, continue les sires de La Ferté-Nabert ; il est aussi seigneur de St-Germain-sur-Indre par sa mère Jeanne de St-Germain dite de Vendôme (car issue des prévôts de Vendôme ?), et il épouse Jeanne des Essarts dame d'Ambleville, La Chapelle-la-Reine, Achères et Villiers-le-Châtel, fiefs venus de son père Julien des Essarts (sa mère était Isabelle de Vendôme-La Châtre-Chartres, fille du vidame Robert, décédé en 1401, lui-même fils d'Amaury de Vendôme et de Marie de Dreux-Bossart : cf. l'article Châteauneuf). Bouchard de Mornay et Jeanne des Essarts sont des ancêtres de Philippe Duplessis-Mornay.

À la fin du XVe siècle, les Mornay vendent La Ferté-Nabert aux d'Estampes/d'Etampes.
La famille d'Estampes possède La Ferté-Nabert (alias La Ferté-St-Aubin) depuis Jean Ier, mort en 1484, fils puîné de Robert Ier d’Estampes (vers 1360-vers 1420 ; seigneur de Salbris) et de Jacquette Rolland, maître d’hôtel de Louis XI, seigneur de Sancergues et des Roches, marié en 1451 à Marie, fille de Jean Ier de Rochechouart-Mortemart et Jeanne de Torsay.
Leur fils Jean II d'Etampes de La Ferté-Nabert épouse en 1493 Madeleine de Husson-Tonnerre, fille du comte Charles (décédée en 1492) et d'Antoinette de La Trémoïlle. Ils eurent au moins trois enfants : 1) leur fils, Claude épouse en 1520 Anne, fille de Florimond Ier Robertet, d'où Louise d'Estampes qui meurt en juillet 1575 sans postérité de ses deux mariages ; 2) une fille, Gilberte épouse sans postérité Jean de Lévis-Ventadour-La Voulte de Châteaumorand ; 3) leur autre fille, Marguerite d'Etampes, assure la succession par son mariage avec Nectaire de Saint-Nectaire en 1522 d'où la suite des sires, marquis et ducs de La Ferté-Senneterre.

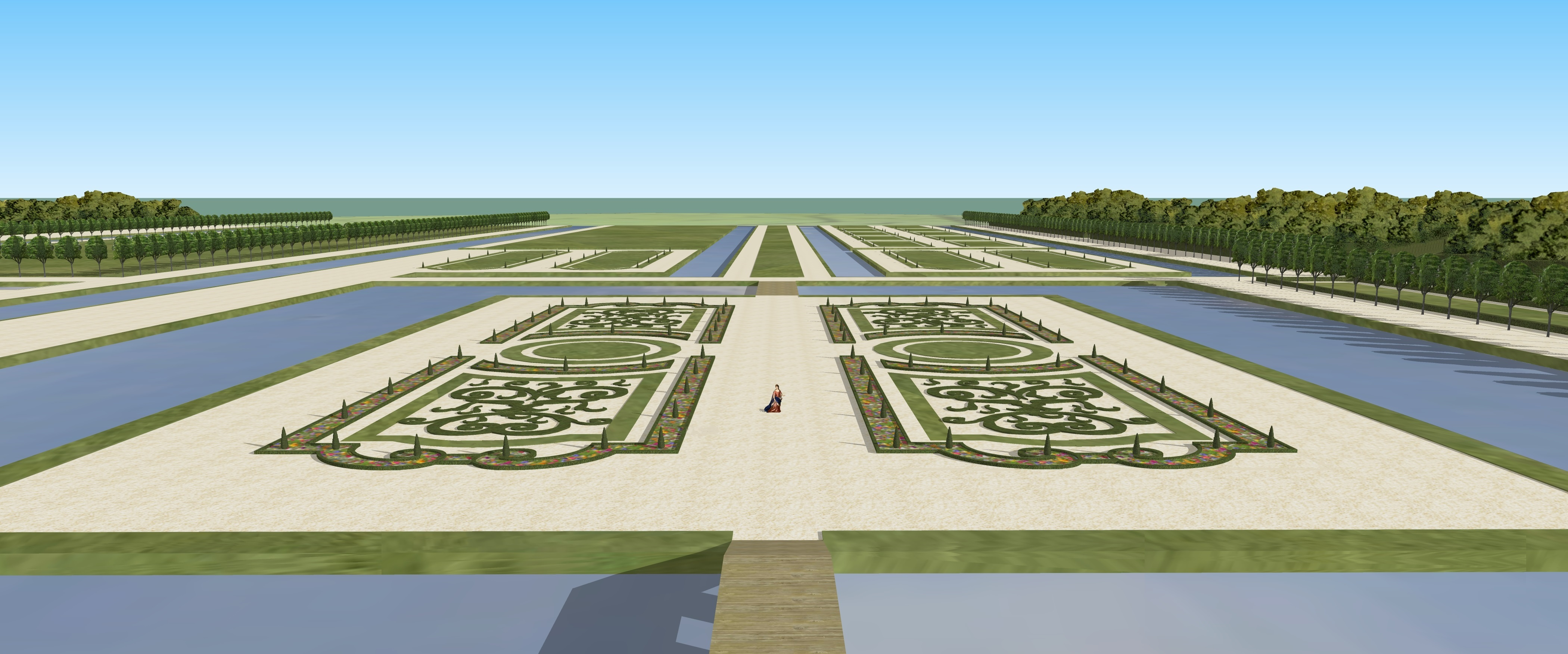
Restitution de la vue sur le grand parterre du château de la Ferté-Saint-Aubin, depuis la lucarne centrale du château, fin du XVIIe siècle

La construction du château débute à la fin du XVIe sur ordre de leur petit-fils Henri de Saint-Nectaire (1573-1662) selon les plans de l'architecte Théodore Lefèvre. Elle se poursuit sous le règne de son propre fils, le maréchal Henri de La Ferté-Senneterre (1599-1681),. Celui-ci, lieutenant-général en 1646, est alors qualifié marquis, puis créé Maréchal de France en 1651 et duc et pair de France en novembre 1665. Son fils Henri-François (1657-1703) meurt en laissant trois filles, et le duché s'éteint. La cadette Françoise-Charlotte transmet La Ferté à son mari, François-Gabriel Thibault de La Carte.
Le maréchal Ulrich Frédéric Woldemar de Löwendal l'acquiert en 1748, et obtient son érection en comté sous le nom de La Ferté-Lowendal ; il est confisqué à son fils lors de la Révolution française.
François-Victor Masséna, fils du maréchal d'Empire André, achète le château en 1827.
Jacques Guyot, frère de Michel, acquiert le château en 1987 et l'ouvre au public pour notamment financer les travaux de rénovation . Lancelot Guyot rachète ensuite le château à ses parents.

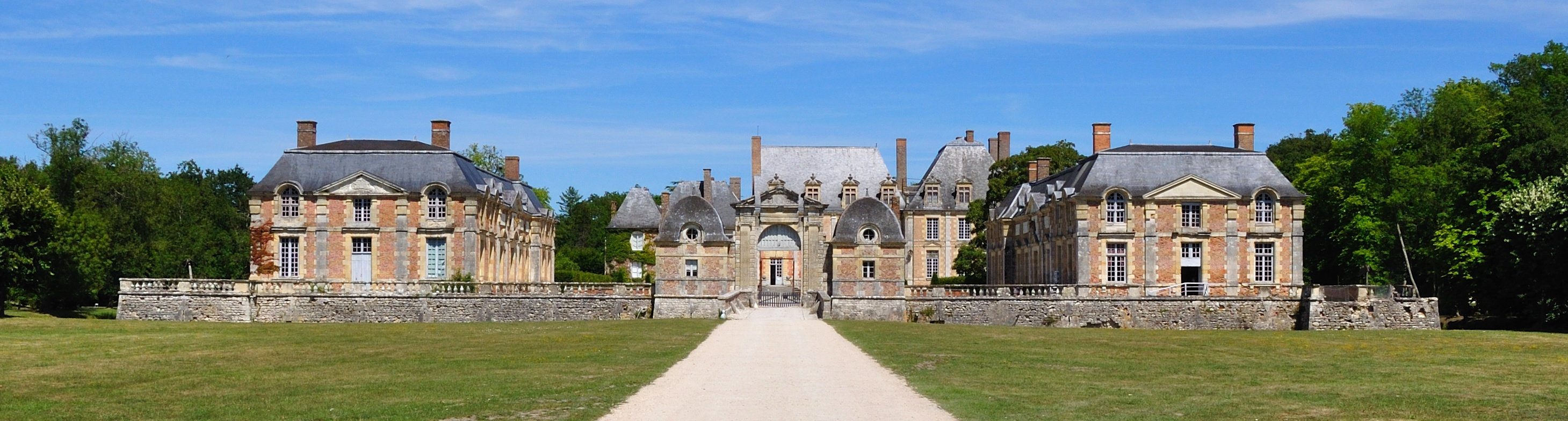
Vue panoramique du château de La Ferté-Saint-Aubin

## Description

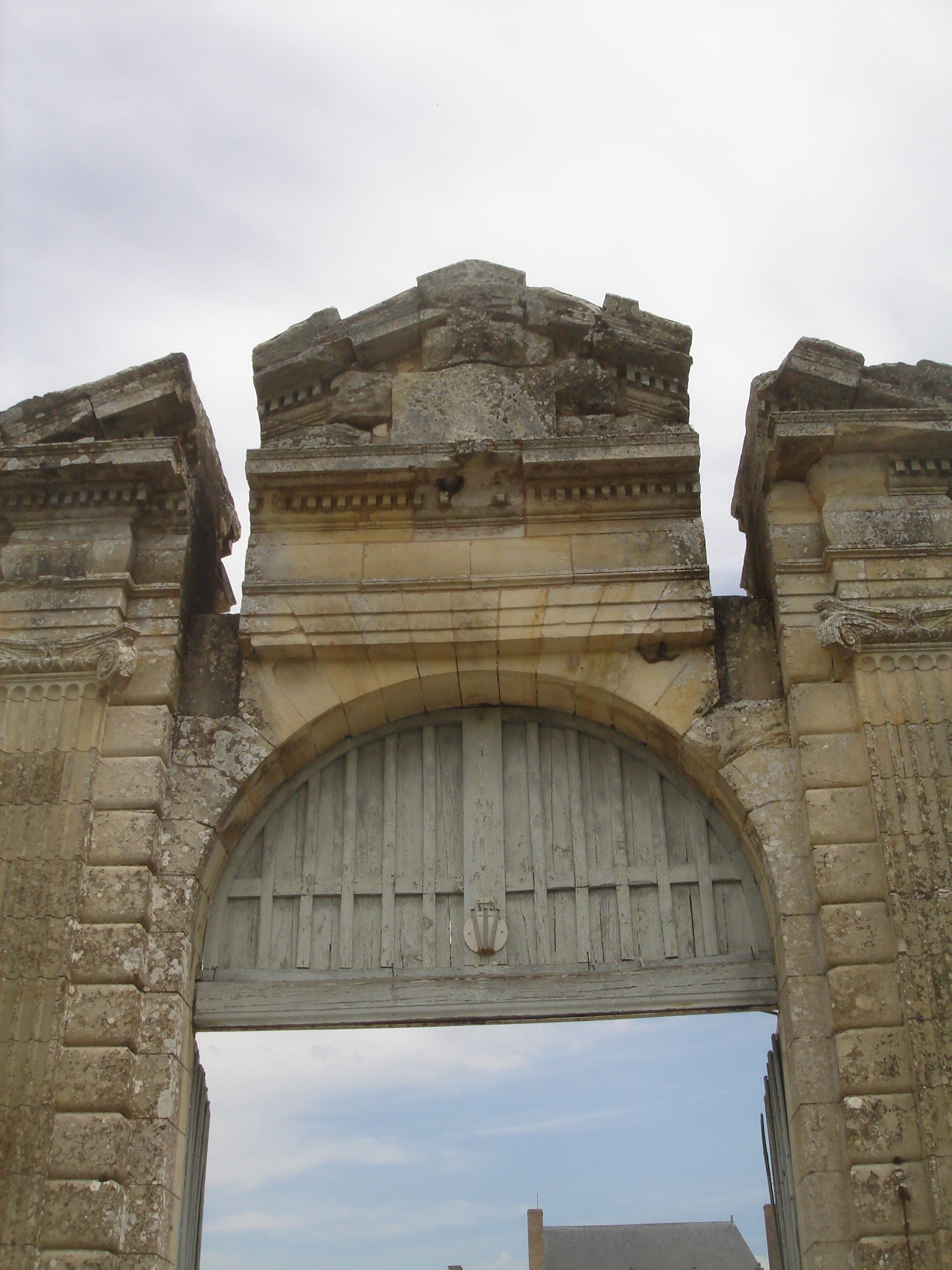
Le portail d'entrée

Le château, entouré de douves, est constitué du petit château, dans la partie gauche du corps de logis actuel, construit entre 1590 et 1620 et du grand logis (ou grand château) et ses deux pavillons qui en encadrent l'entrée datant du XVIIe.
Le parc, de 40 hectares, a été aménagé en jardin à la française dès les années 1630 puis modifié en parc paysager à partir de 1822. En 1992, le jardin est réagencé tel qu'il était au XVIIIe siècle. Il comporte sept bras d'eau, dont les eaux du Cosson. On y trouve des charmilles, des cyprès chauves ainsi qu'un araucaria,.
Les écuries du château datent du XIXe siècle.
Dans le grand château, on retrouve un hall d'entrée orné d'une Diane et d'une Vénus d'Arles, un grand salon et un bureau qui précède la chambre de la comtesse O'Gorman, une vaste salle à manger, ainsi que les cuisines du château, situées au sous sol.
L'orangerie a été aménagée en salle de réception.

## Manifestations
Le château est le cadre de plusieurs manifestations :
- Pâques au château : grande courses aux œufs pour petits et grands ;
- Cuisine au château : semaine de la Toussaint, animation autour de la gastronomie ;
- les journées du patrimoine, fin septembre ;
- Noël au château, les trois premiers week-end de décembre et vacances de Noël, décorations, ateliers, spectacles.

## Filmographie
- Le film La Règle du jeu réalisé en 1939 par Jean Renoir fut tourné au château de la Ferté.
- Le château a servi de décor à l'émission La Fabuleuse Histoire du restaurant, présentée par Stéphane Bern et diffusée en 2018[18].